# Minoru Harada
Minoru Harada (原田 稔, Harada Minoru; 8 novembre 1941) è un monaco buddista giapponese.
È il sesto presidente della Soka Gakkai dal 9 Novembre 2006. È anche il Consigliere Supremo dell'Università Soka e Presidente ad interim della Soka Gakkai International (SGI).

## Biografia
Nel 1953 aderisce alla Soka Gakkai, una delle maggiori organizzazioni buddiste del Sol Levante, (all'epoca affiliata come organizzazione laica della Nichiren Shoshu, ramo monastico di una delle principali scuole nichireniste).
Ha frequentato la Tokyo Metropolitan Bunkyo High School (ora Tokyo Metropolitan Bunkyo Secondary Education School). Si è laureato in Economia all’Universitá di Tokyo.
Secondo fonti della Soka Gakkai, nel 1960 prese parte a Tokyo, come attivista studentesco, alle dimostrazioni contro la ratifica del Trattato di Sicurezza tra gli Stati Uniti e il Giappone.
È stato responsabile della Divisione Studenti e della Divisione Giovani della Soka Gakkai, nonché uno dei vicepresidenti.
Vicino alla visione di un Buddismo connesso con la società contemporanea, in un'intervista del 1976, Harada non esitò ad esprimere tesi dottrinali che contrastavano con quelle tradizionali della Nichiren Shoshu; sebbene il ramo monastico abbia sempre interpretato le catastrofi naturali come conseguenza del rifiuto della società di adottare la "Vera Legge", la Soka Gakkai interpretava tali effetti nel quadro di un concetto più ampio di interdipendenza dell'esistenza e del potere inerente ad ogni essere umano di essere interprete di un cambiamento tangibile.
Diventa il sesto Presidente della Soka Gakkai il 9 novembre 2006 in seguito alle dimissioni di Einosuke Akiya.
Sotto la sua presidenza, la Soka Gakkai consolida il suo ruolo di religione mondiale presente in 192 paesi e territori e con oltre 12 milioni di fedeli. L'8 novembre 2014, Harada vara la nuova Costituzione della organizzazione buddista, guardando ad un movimento buddista globale per il XXI Secolo. Dopo la sua costituzione nel 1930 e la separazione dal clero nel 1991 vengono gettate le basi di un nuovo umanesimo basato sulla dottrina cosí come fu codificata da Nichiren Daishonin nel XXIII secolo e testimoniata nel XX Secolo dai tre Presidente della Soka Gakkai.